# Kymco
Kymco er et firma som producerer scootere, motorcykler og firhjulede ATV'er beliggende i Taiwan. Det er den største scooterproducent i Taiwan. Firmaet startede i 1963 med at lave dele til Honda. Kymco producerede deres egen scooter i 1970 og begyndte at bruge navnet "Kymco" i 1992. Kymcos hovedkvarter og fabrik ligger i Kaohsiung. Fabrikken har omkring 3.000 ansatte og producerer over 480.000 køretøjer om året. Kymco har også fabrikker i Jakarta (Indonesien), Shanghai, Changsha (Kina), og Chengdu (Kina).
Kymco står for Kwang Yang Motor Co, Ltd.

## Produktion

### Scootere
- Cherry 5
- Cobra Cross 50
- Cobra Racer 50
- Dink 50 A/C
- Dink L/C
- Bet & Win 50
- People 50
- People S 50
- Agility 50
- Yup 50
- ZX 50
- Super 8
- Super 9 A/C 50 (luftkølet)
- Super 9 L/C 50 (vandkølet)
- Vitality 50
- Filly 50LX
- Top Boy 50 On/Off Road
- ZX 50
- Caro 100
- Cherry 100
- Sooner 100
- Agility 125
- Movie XL 125
- Miler 125
- Ego 125
- Grand Dink 125
- Bet & Win 125
- Dink/Yager 125
- People 125
- People S 125
- Vivio 125
- Dink 150
- Grand Dink 150
- Espresso 150
- 150XLS
- Movie XL 150
- Bet & Win 150
- People 150
- People S 200
- Dink 200
- Grand Dink 250
- Bet & Win 250
- People 250
- Yup 250
- Xciting 250
- Xciting 500

### Motorcykler
- Venox 250
- Zing 150
- Stryker 150
- Hipster 150
- K-PIPE 125
- Grand King 150
- Cruiser 125
- Hipster 125 4V
- Zing 125
- Pulsar/CK 125
- Stryker 125
- Grand King 125
- Spike 125
- Activ 50/110/125
- Pulsar Lux 125
- KTR/KCR 125/150
- QUANNON/KR SPORT 125/150

### ATV'er
- MXU 500
- MXU 300
- Maxxer 300
- Mongoose KXR250
- KXR 250
- MXU 250
- MXer 150
- MXU 150
- MXer 125
- KXR 90
- MXU 50
- MX'er 50

## Eksterne Links
- www.kymco.dk
- www.kymco.com.tw
- www.kymco.com
- Kymco motorcykler, Scootere og ATV billeder Arkiveret 20. november 2008 hos  Wayback Machine
- Kymco Indonesien
- Kymco Indonesien Community Arkiveret 22. november 2018 hos  Wayback Machine
- Kymco Community Depok Indonesien Arkiveret 29. marts 2017 hos  Wayback Machine